# صدایم کن (ترانه بلاندی)
صدایم کن (به انگلیسی: Call Me) آهنگی از گروه موسیقی موج نو آمریکایی بلاندی است که در فوریهٔ ۱۹۸۰ عرضه شد. «صدایم کن» هم در آمریکا و هم در بریتانیا به صدر جدول تک‌آهنگ‌ها رسید و به پرفروش‌ترین تک‌آهنگ بلاندی در ایالات متحده تبدیل شد.
«صدایم کن»، آهنگ اصلی فیلم ژیگولوی آمریکایی بود. در اصل تهیه‌کنندهٔ دیسکوی اروپایی، جورجو مورودر، از استیو نیکس درخواست کرد که آهنگی را برای موسیقی متن بسراید و اجرا کند، اما وی نپذیرفت. در این زمان بود که مورودر به دبی هری روی آورد. مورودر به هری ترانهٔ خشن سازی «ماشین مرد» را نشان داد. از هری خواسته شد که متن ترانه و ملودی را بنویسد؛ پروسه‌ای که هری بیان کرد که تنها چند ساعت طول کشید. سپس ترانهٔ کامل به وسیلهٔ گروه اجرا شد، به همراه تهیه‌کنندگی مورودر. 
در ایالات متحده این ترانه به وسیلهٔ سه شرکت متفاوت پخش شد؛ روی آلبوم موسیقی متن فیلم از سوی پالیدر، نسخه‌های ۷ و ۱۲ اینچ از ناشر بلاندی که کریسلیس رکوردز بود و نیز یک نسخهٔ ۱۲ اینچ با زبان اسپانیایی از سوی ناشر دیسکو، سلسول رکوردز. نسخهٔ اسپانیایی با عنوان «Llámame» برای عرضه در مکزیک و چند کشور آمریکای جنوبی بود. این نسخه هم‌چنین در ایالات متحده و بریتانیا منتشر شد و اولین بار روی سی‌دی در مجموعه تلفیقی کمیاب بلاندی و آن سو (۱۹۹۳) قرار گرفت. در ۱۹۸۸، نسخه‌ای بازترکیب‌شده از بن لیبرند، گرفته‌شده از آلبوم بازترکیبی بلاندی که یک بار دیگر به سوی زدودن بود، در بریتانیا به عنوان یک تک‌آهنگ چاپ شد.

## شهرت و تحسین
این تک‌آهنگ در فوریهٔ ۱۹۸۰ برای تبلیغ فیلم در ایالات متحده منتشر شد. این ترانه به رتبهٔ ۱ رسید و به گواهی‌نامهٔ طلا (که در آن زمان برای یک میلیون کپی فروخته‌شده تعلق می‌گرفت) از سوی آرآی‌ای‌ای دست یافت. دو ماه بعد در بریتانیا منتشر شد و به چهارمین تک‌آهنگ رتبهٔ یکی بلاندی در مدت کوتاه یک سال تبدیل گشت. این ترانه هم‌چنین در یک تبلیغ شرکت بریتیش تلکام از دههٔ ۱۹۸۰، هنگامی که شرکت سرویس مکالمهٔ تلفنی شماره‌گیری مستقیم را به مقاصد جهانی آغاز کرده بود، استفاده شد. بیست‌وپنج سال بعد از عرضهٔ اصلی این تک‌آهنگ، تحسین‌ها برای «صدایم کن»، موجب شد که این ترانه در رده ۲۸۳ در فهرست عظیم‌ترین ۵۰۰ آهنگ همهٔ زمان‌های رولینگ استون قرار گیرد.

## نماهنگ
دو نماهنگ ساخته شدند:
- یکی کلیپ‌ها و صحنه‌های گردآوری‌شده در نیویورک و منهتن از دبرا هری بود. این نماهنگ می‌تواند در مجموعهٔ تلفیقی ویدئویی بریتانیایی سال ۱۹۹۱ تصویر کامل: عالی‌ترین دبرا هری و بلاندی پیدا شود.
- دیگری که در سال ۱۹۸۰ بیرون آمد، غیرنمایشی بود، و در آن هیچ‌یک از اعضای گروه وجود نداشتند. این نماهنگ یک راننده‌تاکسی نیویورکی (کسی که در نماهنگ‌های متعدد دیگری از بلاندی نیز ظاهر شد) را نشان می‌دهد که در حال رانندگی اتومبیل چکر خود در ترافیک منهتن است.

## پیشینهٔ پخش
همهٔ ترانه‌ها را دبرا هری و جورجو موردور را نوشتند.
‎US, UK 7" (CHS 2414)‎
1. ‎ «Call Me (Theme from American Gigolo)» (7" edit)‎ – ۳:۳۲
2. ‎ «Call Me» (7" instrumental)‎ – ۳:۲۷

‎UK 12" (CHS 12 2414)‎
1. ‎ «Call Me» (7" edit)‎ – ۳:۳۲
2. ‎ «Call Me" (Spanish version - 7" edit)‎ – ۳:۳۲
3. ‎ «Call Me» (7" instrumental)‎ - ۳:۲۷

‎US 12" (Salsoul SG 341)‎
1. ‎ «Call Me" (Spanish version, extended)‎ – ۶:۲۳
2. ‎ «Call Me» (12" instrumental)‎ – ۶:۱۰

## جدول موسیقی
| جدول (۱۹۸۰)  | حد رتبه (هفته در صدر) |
| ------------ | --------------------- |
| ایالات متحده | ۱۶                    |
| بریتانیا     | ۱                     |
| ایرلند       | ۲                     |
| نروژ         | ۲                     |
| سوئد         | ۳                     |
| سویس         | ۳                     |
| اتریش        | ۵                     |
| زلاند نو     | ۶                     |
| هلند         | ۹                     |
| آلمان        | ۱۴                    |

## نسخه‌های تقلیدی
فعالیت‌های موسیقایی متعددی از این ترانه تقلید کرده‌اند از جمله چیپمانکس و دنی ورهولز. گاربیج، نو داوت و دیستیلرز با یکدیگر نسخه‌ای زنده از این ترانه را اجرا نمودند.